# Gaspar (mag)

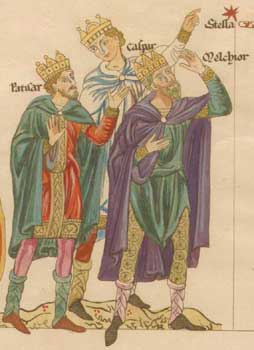
Caspar, împreună cu Melchior și Baltazar - din enciclopedia în imagini Hortus Deliciarum de Herrad de Landsberg, așa cum este reprodusă de Christian Maurice Engelhardt

Gaspar sau Caspar este considerat, alături de Melchior și Baltazar, unul dintre Magii de la Răsărit care au mers să-l vadă pe pruncul Isus după ce s-a născut. Se presupune că ar fi unul din magii menționați în Evanghelia după Matei, cap. 2, versetele 1-9: 
„ Atunci Irod chemând în ascuns pe magi, a aflat de la ei lămurit în ce vreme s-a arătat steaua. Și trimițându-i la Betleem, le-a zis: Mergeți și cercetați cu de-amănuntul despre Prunc și, dacă Îl veți afla, vestiți-mi și mie, ca, venind și eu, să mă închin Lui. Iar ei, ascultând pe rege, au plecat și iată, steaua pe care o văzuseră în Răsărit mergea înaintea lor, până ce a venit și a stat deasupra, unde era Pruncul.”
Deși Biblia nu specifică cine sau ce erau magii, începând din secolul al VII-lea magii au fost identificați în Biserica Apuseană drept Gaspar, Melchior și Baltazar. Gaspar și ceilalți doi sunt considerați sfinți de către Biserica Catolică.
Numele Caspar/Casper este derivat din numele Gaspar care, la rândul său, provine din cuvântul caldeean antic „Gizbar”, care, conform Concordanței Exhaustive a lui Strong, înseamnă „trezorier”. Forma „Gizbar” apare în versiunea ebraică a Cărții lui Ezra (1:8) din Vechiul Testament. De fapt, cuvântul ebraic modern pentru „trezorier” este încă „Gizbar”. Prin secolul I î.Hr. Septuaginta a dat o traducere greacă a lui „Gizbar” în Ezra 1:8 ca „Gasbarinou”. 

## Locul de origine

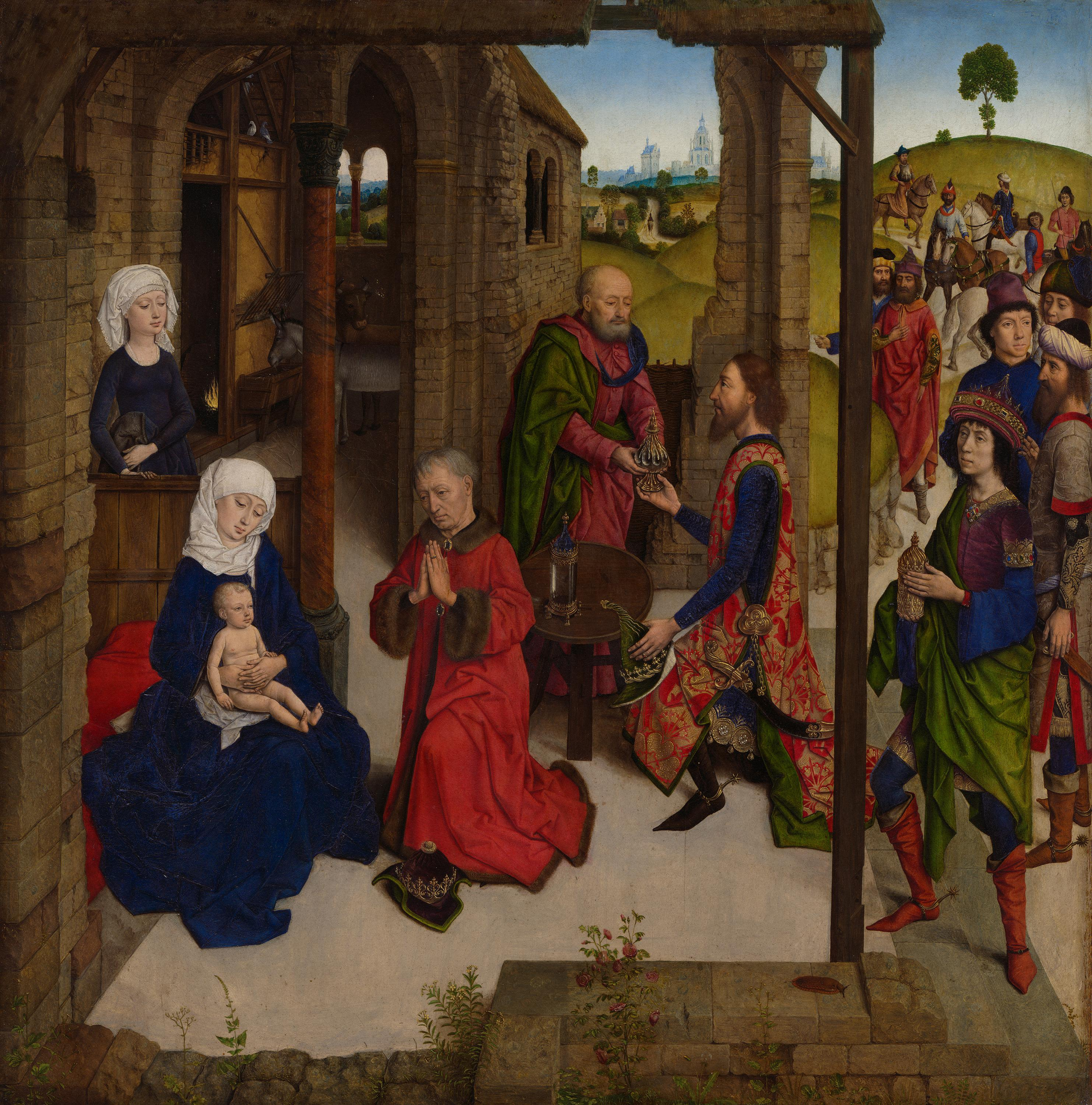
Magii vizitându-l pe pruncul Isus - Dirk Bouts - secolul al XV-lea

Biblia nu precizează cine erau magii; există doar tradiții. Din moment ce traducerile în engleză ale Bibliei se referă la ei ca „oameni care studiau stelele”, se crede că ei erau astrologi, care ar fi putut prevedea nașterea unui Mesia din cercetarea stelelor.
Gaspar este adesea considerat a fi un savant indian. Într-un articol din Encyclopædia Britannica (1913) se precizează că „în conformitate cu tradiția bisericii apusene, Baltazar este adesea reprezentat ca un rege al Arabiei, Melchior ca rege al Persiei și Gaspar ca rege al Indiei”. Istoricul Ioan din Hildesheim relatează o tradiție în orașul antic Taxila de pe Drumul Mătăsii potrivit căreia unul dintre magi a trecut prin oraș pe drumul spre Betleem.
Unii consideră că Gaspar ar fi regele Gondophares (21 - c. 47) menționat în Faptele lui Toma. Alții consideră că el provine din părțile sudice ale Indiei unde, conform tradiției, Apostolul Toma l-ar fi vizitat cu zeci de ani mai târziu. Oficialitățile orașului Piravom din statul Kerala (aflat în sudul Indiei) pretind de mult timp că unul dintre cei trei magi biblici ar fi plecat de acolo. Numele Piravom în limba locală malayalam se traduce prin „naștere”. Se crede că numele ar proveni de la o referire la Nașterea lui Isus. Există trei biserici numite după magii biblici în și în apropiere de Piravom, față de alte trei numite astfel în restul Indiei.
Alții consideră că regatul lui Gaspar era localizat în regiunea Egrisilla din India Superior în peninsula care formează partea de est a Sinus Magnus (Golful Thailandei), după cum o reprezintă Johannes Schöner pe globul său din 1515. Pe el se poate vedea Egrisilla Bragmanni („Egrisilla Brahmanilor”), iar în legenda explicativă care însoțește globul Schöner notează: „Regiunea Egrisilla, în care sunt brahmani [adică indieni] creștini; acolo își avea stăpânirea magul Gaspar”. Expresia hic rex caspar habitavit (aici a trăit regele Gaspar) este scrisă peste Chersonezul de Aur (Peninsula Malacca) pe mapamondul lui Andreas Walsperger realizat la Konstanz în jurul anului 1448. Nu se știe dacă a existat un alt rege care a purtat numele Gaspar.
Magii nu mai sunt considerați acum ca fiind regi. Se crede că referirea la „regi” își avea originea în textul din Psalmi: „Împărații Tarsisului și insulele daruri vor aduce; împărații arabilor și ai reginei Saba prinoase vor aduce. Și se vor închina lui toți împărații pământului, toate neamurile vor sluji lui”. (Psalmi 71:10-11)

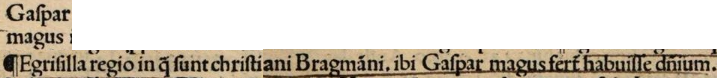
Johannes Schöner despre magul Gaspar: „Regiunea Egrisilla, în care sunt brahmani [adică indieni] creștini; acolo își avea stăpânirea magul Gaspar”, Luculentissima quaedam terrae totius descriptio.

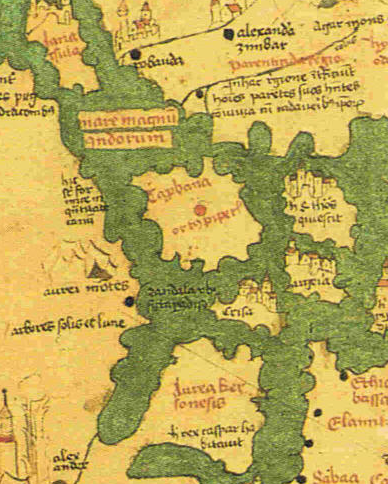
Patria regelui Gaspar în Aurea Cersonese, Peninsula de Aur, lângă Java, în Oceanul Indian, pe harta lui Andreas Walsperger, c. 1448

## Darul oferit pruncului Isus
Evanghelistul Matei a scris că magii au adus trei daruri: aur, tămâie și smirnă. Aceste daruri par să aibă o semnificație profundă: aurul semnifică statutul regal al lui Isus, tămâia - divinitatea sa și smirna - natura umană. Gaspar este înfățișat în mod tradițional ca un om tânăr cu o barbă roșiatică în mijlocul celor trei regi, mai tânăr decât Melchior și mai în vârstă decât Balthasar, și care așteaptă la rând în spatele lui Melchior pentru a-i oferi tămâie pruncului Isus. El este reprezentat adesea ca primind acest dar de la un servitor sau scoțându-și coroana de pe cap, ceea ce simbolizează pregătirea sa pentru a-și depune darul la picioarele pruncului Isus.

## Moartea
După revenirea în India, Gaspar s-a întâlnit din nou cu ceilalți magi în 54 AD în Regatul Armeniei pentru a sărbători Crăciunul, înainte de a muri, la vârsta de 109 ani, la 11 ianuarie 55 AD.
Potrivit tradiției Sfântul Gaspar a devenit martir. Unii consideră că ceilalți doi magi ar fi împărtășit aceeași soartă. Moaștele magilor au fost găsite în Persia de către Sfânta Elena. Acestea au fost ulterior aduse la Constantinopol și apoi la Milano, în Italia. De acolo au ajuns în Germania, fiind adăpostite acum în Catedrala din Köln.

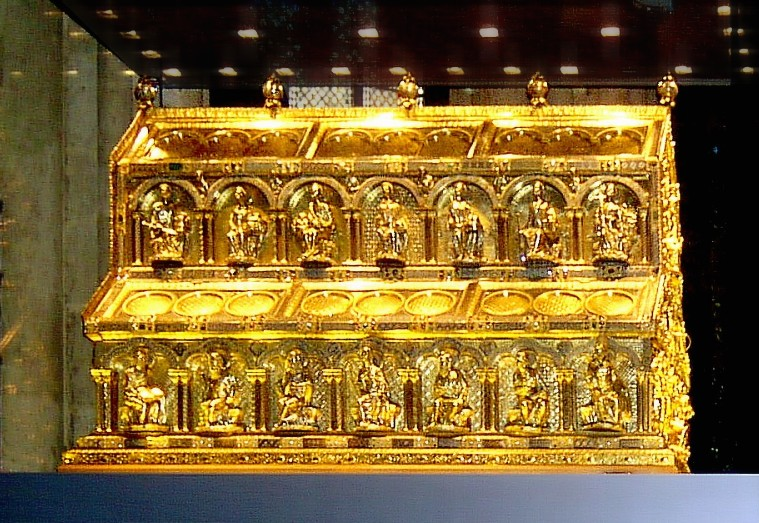
Chivotul cu presupusele oseminte ale celor trei crai de la răsărit în Domul din Köln

## Venerare
Cu toate că sărbătorile magilor nu sunt celebrate liturgic, martirologiul îl menționează pe Gaspar la 1 ianuarie, pe Melchior la 6 ianuarie și pe Baltazar la 11 ianuarie. Gaspar este sărbătorit de Bobotează, împreună cu ceilalți magi, dar și separat, în Biserica Catolică, la 11 ianuarie.
În unele parohii există tradiția binecuvântării cretei pentru fiecare familie, astfel încât acestea să marcheze prima inițială a fiecăruia dintre cei trei magi pe porțile sau ușile lor ca o binecuvântare de protecție.